# Венецианский кинофестиваль
Венецианский международный кинофестиваль (итал. Mostra Internazionale d’Arte Cinematografica, вен. Mostra internasionał de'l arte sinematografega) — старейший международный кинофестиваль мира, основан в 1932 году по инициативе итальянского диктатора Бенито Муссолини, ежегодно проводится на острове Лидо с 1934 года (за исключением 1943—1945 и 1973—1978) во второй половине года (чаще в августе-сентябре).
Главный приз — «Золотой лев». По итогам работы всех секций фестиваля вручается также приз Луиджи Де Лаурентиса.
Фестивальный показ состоит из следующих основных частей:
- Основная программа
  - Главный конкурс
  - Программа «Горизонты» (итал. Orizzonti)
  - Конкурс короткометражных фильмов (итал. Corto Cortissimo)
  - Внеконкурсный показ
- Кинорынок
- Секция независимого и параллельного кино
  - Международная неделя критики (итал. Settimana Internazionale della Critica)
  - Конкурс авторского кино (итал. Giornate degli Autori)

## История
Первый Венецианский кинофестиваль был проведён с 6 по 21 августа 1932 года.
Фестиваль появился по идее Джузеппе Вольпи ди Мисураты и Лучано Де Фео. Фестиваль считался первым международным мероприятием такого типа, получившим сильную поддержку со стороны властей. Он состоялся на террасе отеля Excelsior на Венецианском Лидо, и на тот момент фестиваль проводился не в соревновательной форме, а с целью показать своё творчество другим людям. Первым представленным фильмом был «Доктор Джекилл и Мистер Хайд» Рубена Мамуляна, который был показан в 9:15 вечера 6 августа 1932 года.
Следующий фестиваль проводился с 1 по 20 августа 1934 года. Теперь уже фестиваль носил соревновательный характер. Представители 19 стран съехались, чтобы показать свои работы. Это мероприятие было масштабным событием, поэтому более 300 корреспондентов со всего мира приехали на него. «Кубок Муссолини» был вручён режиссёрам лучшего зарубежного фильма и лучшего итальянского фильма; однако фактического жюри не было. Вместо этого награды были назначены Президентом Биеннале после обсуждения фильмов с экспертами и аудиторией. «Большая Золотая медаль Национальной фашистской ассоциации развлечений» была вручена лучшим актёрам и актрисе. Приз за лучший зарубежный фильм достался Роберту Дж. Флаэрти за фильм «Человек из Арана», именно этот документальный фильм стал отражением действительности того времени
Начиная с 1935 года, Фестиваль стал ежегодным мероприятием под руководством Оттавио Крозе. Премия актёров была переименована в «Кубок Вольпи». В 1936 году впервые было назначено международное жюри, а в 1937 году был открыт новый Дворец кино, спроектированный архитектором Луиджи Кваглиатой

### 1940-е годы
1940-е годы представляют собой один из самых трудных моментов в истории Венецианского фестиваля
Пересмотр итогов Второй Мировой войны делит десятилетие на два этапа. До 1938 года политическая ситуация негативно отражалась на проведении фестиваля. С появлением военного конфликта ситуация деградировала до такой степени, что показы 1940, 1941 и 1942 гг. остались незамеченными, потому что они проводились в местах, удалённых от Лидо. Кроме того, участвовало немного стран, и была абсолютная монополия институтов и режиссёров, которые были членами Римско-Берлинской оси. Так, например, нацистский фильм «Хеймкэр» был впервые показан в 1941 году и «вне конкурса» получил лучшую награду от Министерства культуры Италии.
Фестиваль снова обрёл популярность в 1946 году, после войны. Тогда впервые Венецианский Фестиваль был проведён в сентябре в соответствии с соглашением с Каннским кинофестивалем, который весной того же года провёл свой дебют. С возвращением к нормальной жизни Венеция снова стала великой иконой мира фильмов.
В 1947 году фестиваль состоялся во Дворце Дожей, что является самым великолепным местом для размещения рекордных 90 тысяч участников. Фестиваль 1947 года считается наиболее успешным и имеет отдельное место в истории фестиваля.

### Развитие и спад
В течение следующих двадцати лет фестиваль продолжил своё развитие и расширение в соответствии с культурным планом, начатым после войны.
В 1963 году, во время руководства Луиджи Кьярини, фестиваль претерпел некоторые изменения. В годы своего президентства Кьярини стремился усовершенствовать структуру фестиваля, добиваясь полной реорганизации всей системы. В течение шести лет фестиваль проводился в соответствии с жёсткими критериями, установленными для отбора работ в конкурсе. Кьярини выступал против политического давления и вмешательства, а также предпочитал художественные качественные фильмы коммерческому кинематографу.
Социальные и политические беспорядки 1968 года сильно повлияли на Венецианский фестиваль. С 1969 по 1979 год премии не были присуждены, и фестиваль стал неконкурентоспособным среди других развивающихся фестивалей. В 1973, 1977 и 1978 годах фестиваль даже не проводился. Золотой Лев не возвращался до 1980 года.

### Возрождение
Долгожданное возрождение произошло в 1979 году благодаря новому режиссёру Карло Лиццани, который решил восстановить имидж фестиваля и исправить все допущенные ошибки при его организации. Показ 1979 года заложил основу для восстановления международного престижа. В попытке создать более современный образ фестиваля нео-директор создал комитет экспертов для оказания помощи в выборе произведений и увеличении разнообразия представлений на фестивале.

## Основная программа

### Главный конкурс
В главном конкурсе фестиваля принимают участие не более 20 фильмов, никогда ранее не показывавшихся публике и не участвовавших в других фестивалях. Отбором фильмов занимается директор фестиваля при помощи комиссии из пяти экспертов, а также группы иностранных консультантов. Список отобранных фильмов держится в секрете до официального объявления.
В международное жюри главного конкурса входят от 7 до 9 человек, занимающихся кино или другими видами искусства.
Жюри главного конкурса присуждает следующие награды:
- Золотой лев — главный приз лучшему фильму фестиваля (в период с 1934 по 1942 год — «Кубок Муссолини»).
- Серебряный лев — лучшему режиссёру
- Приз Большого жюри — является третьей по значимости премией на кинофестивале
- Кубок Вольпи за лучшую мужскую роль (Coppa Volpi) — лучшему актёру
- Кубок Вольпи за лучшую женскую роль (Coppa Volpi) — лучшей актрисе
- Специальный приз жюри — вручается по желанию жюри режиссёру, актёру или актрисе (работавшим над фильмом конкурсной программы) за совокупный вклад в киноискусство
- Золотая Озелла — приз за лучший сценарий, операторскую работу, выдающиеся технические достоинства, оригинальную музыку (номинации на этот приз определяются индивидуально для каждого фестиваля)
- Приз за лучший сценарий — Лев
- Приз Луиджи Ди Лаурентиса – Лев Будущего — награда за лучший дебютный фильм
- Премия Марчелло Мастроянни — лучшему молодому актёру или актрисе
- Голубой лев — награда Венецианского кинофестиваля, вручаемая с 2007 года лучшим фильмам, посвящённым темам ЛГБТ и квир-культуры.
- Приз молодым кинематографистам — награда Венецианского кинофестиваля, вручаемая фильмам, снятыми режиссёрами в возрасте 18—25 лет.

По условию конкурса фильмы, получившие Золотого льва, не номинируются на Кубок Вольпи.
С 1934 по 1942 год главным призом фестиваля был Кубок Муссолини.
Современные правила фестиваля не разрешают делить премии между несколькими фильмами.

### Программа «Горизонты» (Orizzonti)
В программе участвуют игровые и документальные фильмы, представляющие новые тенденции в развитии кинематографа. Жюри конкурса состоит из 3 или 5 человек, деятелей кино или других видов искусства.
Призы программы «Горизонты»:
- Orizzonti — за лучший игровой фильм программы
- Orizzonti DOC — за лучший документальный фильм программы

### Конкурс короткометражных фильмов (Corto Cortissimo)
Конкурс игровых и анимационных короткометражных (до 20 минут) фильмов. Жюри из трёх человек присуждает призы:
- Лев Corto Cortissimo — за лучший короткометражный фильм
- Награда UIP (совместное предприятие Paramount Pictures и Universal Studios) за лучший европейский короткометражный фильм
- Special Mention — специальный приз жюри

### Внеконкурсный показ
В этой части программы фестиваля демонстрируются наиболее выдающиеся фильмы, вышедшие в текущем году. Во внеконкурсном показе участвуют до 6 фильмов. Обычно это работы режиссёров, отмеченных призами фестиваля в прошлые годы. Киносеансы традиционно начинаются около полуночи. В программу допускаются только мировые премьеры.

## Кинорынок
Проводится в течение всего фестиваля. Крупнейшие торговые компании предлагают прокатчикам со всего мира последние новинки кинопроизводства. Фестиваль предоставляет кинорынку свою инфраструктуру.

## Секция независимого и параллельного кино
Состоит из двух программ, фильмы на которые отбирают Национальный союз кинокритиков Италии и Национальная ассоциация итальянских кинопроизводителей. Правила проведения и награды в секции определяются этими союзами самостоятельно.

## Приз Луиджи Ди Лаурентиса
Любая дебютная работа, участвовавшая в основной и независимой программе фестиваля, может быть номинирована на приз Луиджи Ди Лаурентиса. В жюри приза входят семь деятелей кино и культуры из разных стран, включая одного кинопродюсера. Денежная часть награды (100 000 долл.) делится между режиссёром и продюсером фильма. Ранее режиссёр также мог получить сертификат фирмы Kodak на киноплёнку для будущих работ.

## Дополнительные призы
По согласованию с организаторами фестиваля, общественные и прочие организации могут учреждать дополнительные призы. Они вручаются конкурсным работам вне церемонии награждения официальных победителей. Это различные награды, учреждённые ФИПРЕССИ, ассоциациями критиков, другими общественными организациями.
С 2007 года по инициативе президента ассоциации CinemArte Даниэля Казагранде на фестивале вручается Голубой лев — специальная награда за лучшие фильмы, посвящённые теме гомосексуальности.